# Jaru (langue aborigène d'Australie)
Le jaru est une langue aborigène d'Australie.
En 2016, 219 personnes déclarent parler le jaru à la maison.